# Spectrum Psychiatrie
Spectrum Psychiatrie ist eine quartalsweise erscheinende österreichische Gratis-Fachzeitschrift für Psychiatrie der MedMedia Verlag und Mediaservice GmbH.

## Inhalt
Spectrum Psychiatrie versteht sich als Fachmedium zur kontinuierlichen Fortbildung im Hinblick auf Wissenschaft und Praxis. Das Magazin richtet sich dabei primär an Ärzte aus den Fachgebieten der Psychiatrie, der Neurologie und der Allgemeinmedizin. Jede Ausgabe widmet sich einem Themenschwerpunkt, berücksichtigt aber auch nationale und internationale Kongresse in Form von Highlight-Berichten, sowie aktuelle Entwicklungen, die den Bereich der Psychiatrie betreffen.
Seit Ersterscheinen des Fachmediums im Jahr 2006 ist Michael Musalek als Herausgeber tätig.
Die Zeitschrift ist in der elektronischen Zeitschriftendatenbank für Mediziner verfügbar.